# صموئيل غوميز
صموئيل غوميز (بالإنجليزية: Samuel Gómez)‏ هو لاعب كرة قدم أمريكي، ولد في 6 أغسطس 1996 في بريميرتون في الولايات المتحدة.

## وصلات خارجية
- صموئيل غوميز على موقع قاعدة بيانات كرة القدم.إي يو (الإنجليزية)
- صموئيل غوميز على موقع Soccerway.com (الإنجليزية)
- صموئيل غوميز على موقع عالم كرة القدم.نت (الإنجليزية)